# 2С9 Нона
2С9 Нона е съветски самоходен 120-мм миномет, приет на въоръжение в съветската армия през 1981 година. „Нона“ е съкращение от Новейшее Орудие Наземной Артилерии.
Шасито е базирано на това от амфибийния и въздушно-десантен БТР-Д. 2С9 също притежава амфибийни способности. Екипажът се състои от четирима души – командир, механик-водач, стрелец и пълнач. Вътрешността на машината е разделена на бойно, командно и моторно отделение. Куполът е снабден със 120-милиметров миномет 2А60 с далекобойност от 8,8 километра. Максималната скорострелност е 10 изстрела в минута. Допълнителното въоръжение включва една лека 7,62-милиметрова картечница ПКТ. Боекомплектът на миномета е 25 изстрела.
Теглото на машината е 8,07 тона, дължината ѝ е 6,02 метра, ширината – 2,63 метра и височината – 2,3 метра. Сравнително малкото тегло и габарити я правят годна за въздушно спускане чрез реактивно-парашутен способ от самолети Ан-12, Ан-22 или Ил-76.
Намира се на въоръжение в няколко бивши съветски републики – Азербайджан (26), Беларус (54), Казахстан (25), Киргизстан (12), Молдова (9), Русия (под 900), Туркменистан (17), Узбекистан (54) и Украйна (67). Възможно е Виетнам и Афганистан също да разполагат с 2С9 в малки бройки.